# Vicente Casanova y Marzol
Vicente Casanova y Marzol, né le 16 avril 1854 à Borja en Aragon, Espagne, et mort le 23 octobre 1930 à Saragosse, est  un cardinal espagnol de l'Église catholique romaine.

## Biographie
Casanova étudie à Saragosse, Madrid et Valence. Il est curé à Maluenda et Alfaro, dans le diocèse de Tarazona et à Madrid. Casanova y Marzol  est élu évêque  d'Almería en 1908 et promu archevêque de Grenade en 1925.  Le pape Pie XI le créé cardinal lors du consistoire du 30 mars 1925.